# Vaejovis darwini
Espèce
Vaejovis darwini est une espèce de scorpions de la famille des Vaejovidae.

## Distribution
Cette espèce est endémique d'Oaxaca au Mexique. Elle se rencontre vers San Pedro Juchatengo vers 845 m d'altitude.

## Description
Le mâle holotype mesure 27,1 mm.

## Étymologie
Cette espèce est nommée en l'honneur de Charles Darwin.

## Publication originale
- Santibáñez López & Francke, 2010 : « New and poorly known species of the mexicanus group of the genus Vaejovis (Scorpiones: Vaejovidae) from Oaxaca, Mexico. » The Journal of Arachnology, vol. 38, no 3, p. 555-571 (texte intégral).